# ساي بوين
ساي بوين (بالإنجليزية: Cy Bowen)‏ هو لاعب كرة قاعدة أمريكي، ولد في 17 فبراير 1871 في Kingston, Indiana ‏ في الولايات المتحدة، وتوفي في 25 يناير 1925 في غرينسبورغ في الولايات المتحدة.

## وصلات خارجية
- ساي بوين على موقعبيزبول رفرنس.كوم (الدوري الرئيسي) (الإنجليزية)
- ساي بوين على موقعبيزبول رفرنس.كوم (الدوري الثانوي) (الإنجليزية)